# Tambak Sari (Jambi Selatan)
Tambak Sari is een bestuurslaag in het regentschap Jambi van de provincie Jambi, Indonesië. Tambak Sari telt 10.329 inwoners (volkstelling 2010).